# 改編曲

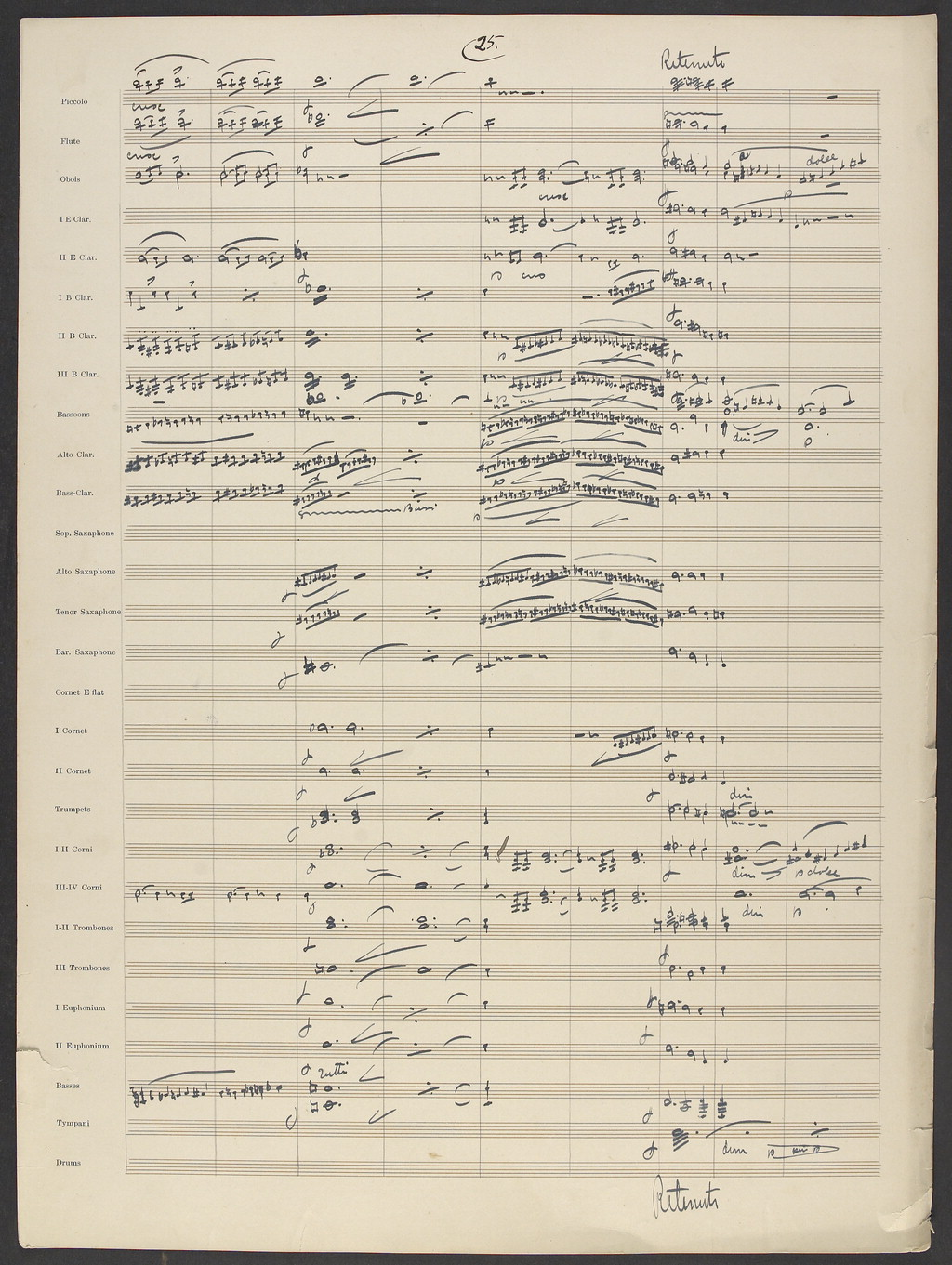
約翰·菲利普为理察·華格納歌剧《漂泊的荷蘭人》编曲的手稿（37页中的第25页）。

改編曲（英語：arrangement），又称改编、編曲，是对音乐作品的再创作，将原来的声乐或器乐的演出形式改编为其他演出形式，有时与原曲写法和风格基本相同，有时则改编较大几乎成为新作，称为自由改编曲。一般而言，是指在構思上以“旋律”或者是“旋律層”為依據，在創作過程中以“二维空间”（平面式）→“三维空间”（立体）的處理方式，所形成的复杂的多聲部主調音樂作品称之为“编曲”，而把研究音樂作品編曲規律的學科為“編曲學”。
改编曲与配器不同，后者是把乐曲的声部分配给各种乐器，而编曲则涉及到声部本身。“编曲”一词收录于《日本国语大辞典》、《新明解国语辞典》 、《广辞苑》 等多部日本著名辞典，并在中国商业娱乐行业中经常出现，但在中日娱乐界实际使用中，“编曲”一词常作为配器（orchestration）的同义词，也有表示音乐制作（music production）或直接表示原创性质的作曲（composition）的。

## 方式
改编曲一般分为两种。
一种是只改变原音乐作品的编配方式，不改变整体的和声进行、织体结构与曲式结构。例如：莫扎特的交响曲改为几件乐器的重奏曲，或李斯特把贝多芬的《第五交响曲》第一乐章改编为钢琴曲。
还有一种是利用原作的主旋律或某一片段为素材的重新作曲。这种改编不仅体现在了编配方面，和声、织体、旋律走向与发展等都会是一种原创作曲思维。例如：贝多芬的《第八号钢琴奏鸣曲》（悲怆）的改编曲《V3》，电影《The Rock》原声音乐片段的改编曲《The Dawn》，经典民族音乐如《茉莉花》、《浏阳河》、《梁祝》的改编曲，一些“老歌新编”也属于此类改编。